# Pemba, Moçambique

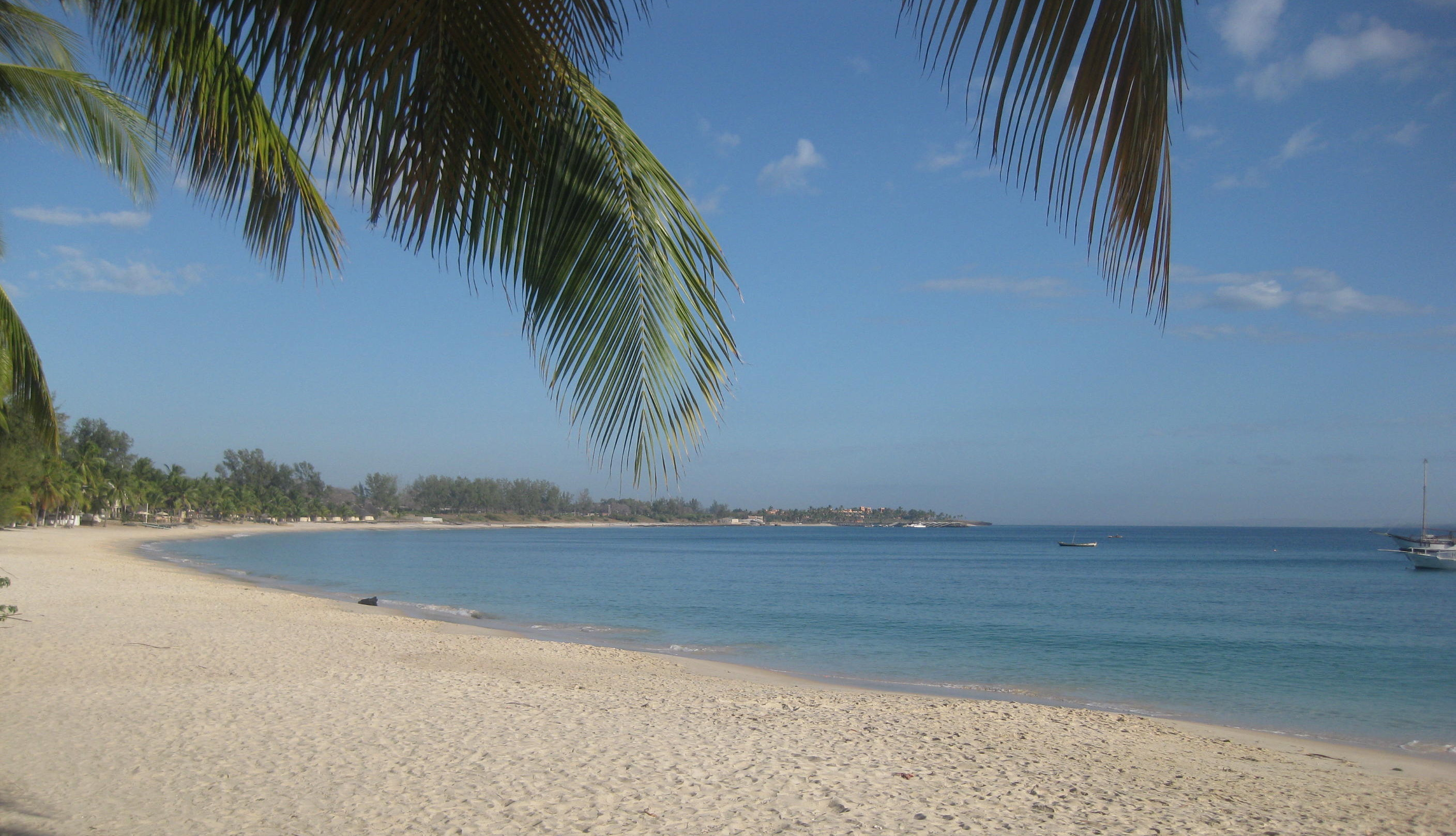
Wimbe Beach 2 (4871485865)

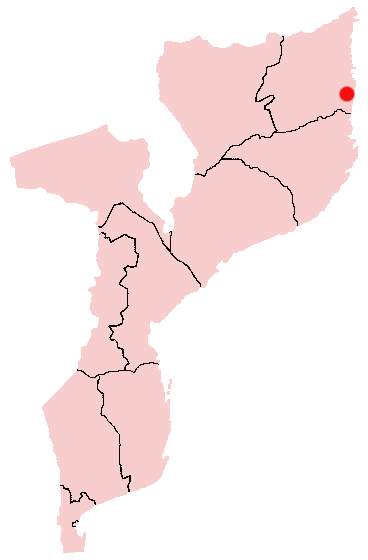
Staden Pembas läge i Moçambique.

Pemba är en stad vid Indiska oceanens kust i nordöstra Moçambique, och är den administrativa huvudorten för provinsen Cabo Delgado. Den beräknades ha 199 457 invånare 2015. Staden grundades 1904 under namnet Porto Amélia, och fick sitt nuvarande namn 1975. 